# Airco DH.2

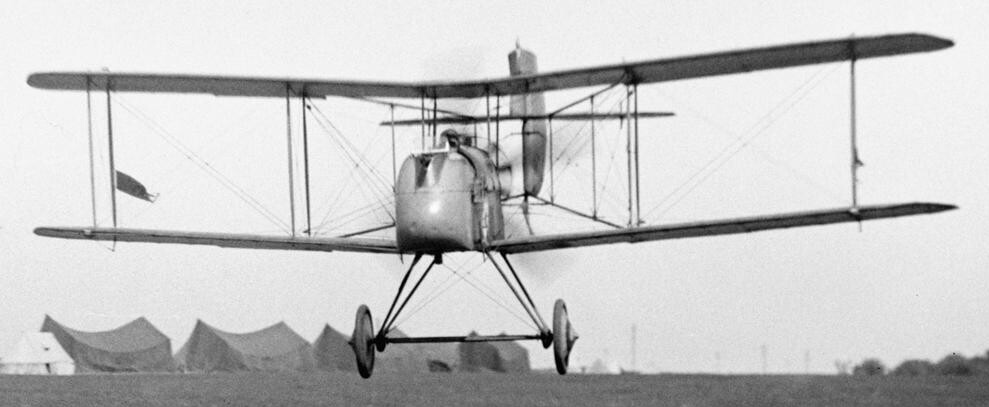
Widok z przodu

Airco DH.2 to jednomiejscowy, dwupłatowy samolot myśliwski z okresu I wojny światowej o oryginalnej konstrukcji – silnik i śmigło było umieszczone za kabiną pilota i "pchało", a nie "ciągnęło" samolot. Jego powstanie było spowodowane zapotrzebowaniem na lekki, zwrotny samolot o dobrym wznoszeniu. 
DH.2 został zaprojektowany dla Airco przez Geoffreya de Havillanda wiosną 1915 roku i był jego drugą konstrukcją ze śmigłem pchającym, bazującą na pierwszym rozwiązaniu Airco DH.1 (oba samoloty były do siebie bardzo podobne). Maszyna ta została skonstruowana, aby przeciwdziałać zmorom Fokkera, czyli doskonałym, górującym parametrami nad wszystkimi samolotami aliantów, myśliwcom konstrukcji firmy Fokker. Z powodu braku synchronizatora k.m. samolot był też niejako "rozwiązaniem zastępczym".
Samolot wszedł do służby 1 czerwca 1915 roku na wyposażenie sześciu dywizjonów.  Postępy w technice lotniczej w czasie wojny, przede wszystkim posiadanie synchronizatora karabinu maszynowego przez Aliantów i wprowadzenie przez Niemcy samolotów Albatros uczyniły samolot przestarzałym. Mimo tego pozostał on w służbie do czerwca 1918 roku przejmując zadania obserwacyjne i jako eskorta samolotów bombowych.
Uzbrojenie strzeleckie DH.2 stanowił karabin maszynowy Lewisa zamontowany jako ruchomy. W tym czasie szczególnie wyższe dowództwo, w odróżnieniu od pilotów, nie doceniało jeszcze zalet celowania całym samolotem. Dochodziło do tego, że w samolotach montowano chałupniczym sposobem specjalne klamry blokujące k.m, które były łatwo usuwalne na wypadek inspekcji.
Większość DH.2 posiadało silnik rotacyjny Gnome Monosoupape o mocy 100 KM (75 kW), o których mówiono, że cierpią na "cylindritis" - w locie urywały im się cylindry. Późniejsze modele zostały wyposażone w silnik Le Rhône o mocy 110 KM (82 kW).